# 1997 KBS 신춘 초청대국
1997 KBS 신춘 초청대국은 설날특집을 맞아 TV 속기전으로 참가한 국내 바둑 기전이다. 

## 출전 기사 명단
- 조훈현 九단, 서봉수 九단, 양재호 九단, 최명훈 五단, 이성재 三단, 목진석 三단

### 대국 결과
| 대진 | 연도   | 대국일자 | 승자        | 패자        | 결과            | 기보 |
| ---- | ------ | -------- | ----------- | ----------- | --------------- | ---- |
| 1국  | 1997년 | 1월 5일  | 양재호 九단 | 최명훈 五단 | 190수 백 불계승 |      |
| 2국  | 1997년 | 1월 6일  | 서봉수 九단 | 조훈현 九단 | 127수 흑 불계승 |      |
| 3국  | 1997년 | 1월 6일  | 이성재 三단 | 목진석 三단 | 148수 백 불계승 |      |

## TV 중계
- KBS 위성1TV에서 설날을 맞이하여 녹화 방송되며, 노영하 九단, 장수영 九단이 공동 해설하여 진행하였다.